# McLean (Virginia)
McLean es un lugar designado por el censo en el  condado de Fairfax, Virginia  (Estados Unidos). Según el censo de 2010 tenía una población de 48.115 habitantes.

## Demografía
Según el censo del 2000, McLean tenía 38.929 habitantes, 14.374 viviendas, y 11.053 familias. La densidad de población era de 812,9 habitantes por km².
De las 14.374 viviendas en un 36,2%  vivían niños de menos de 18 años, en un 68,3%  vivían parejas casadas, en un 6,7% mujeres solteras, y en un 23,1% no eran unidades familiares. En el 18,6% de las viviendas  vivían personas solas el 9,5% de las cuales correspondía a personas de 65 años o más que vivían solas. El número media de personas viviendo en cada vivienda era de 2,7 y el número media de personas que vivían en cada familia era de 3,05.
Por edades la población se repartía de la siguiente manera: un 25,4% tenía menos de 18 años, un 4% entre 18 y 24, un 23,5% entre 25 y 44, un 31,1% de 45 a 60 y un 16% 65 años o más.
La edad media era de 43 años.  Por cada 100 mujeres de 18 o más años  había 88,5 hombres.
En torno al 0,8% de las familias y el 1,9% de la población estaban por debajo del umbral de pobreza.